# Corwin H. Taylor
Corwin H. Taylor (Germantown, Ohio, 14 oktober 1905 – Annapolis, Maryland, 16 december 1992) was een Amerikaans componist, muziekpedagoog, dirigent, pianist en trombonist.

## Biografie
Taylor studeerde piano, trombone en compositie van 1923 tot 1928 aan de Cincinnati College-Conservatory of Music in Cincinnati, Ohio, waar hij ook in 1942 tot doctor of musical education promoveerde. Aan het Cincinnati College-Conservatory of Music in Cincinnati was hij ook eerst docent voor verschillende jaren. Tijdens de Tweede Wereldoorlog was hij dirigent van de United States Coast Guard Band in Curtis Bay. 
Van 1945 tot 1947 was hij professor aan de Universiteit van Baltimore in Baltimore, Maryland. Van 1950 tot 1968 was hij inspecteur voor de openbare scholen in het Baltimore Public School District. Aansluitend was hij nog professor en hoofd van de muziekafdeling aan de Universiteit van Maryland in College Park. Daar werd hij ook geëmitteerd.

## Composities

### Werken voor orkest
- 1957 Over The Bridge

### Werken voor harmonieorkest en brassband
- 1942 Curtis Bay March
- 1947 Shepherd's Dream, voor cornet solo en harmonieorkest
- 1951 Los Companeros, voor cornet trio en harmonieorkest
- 1964 Inscriptions in Brass, voor brassband (of: harmonieorkest)
  1. Pro patria
  2. In memoriam
  3. Gloria in excelsis

### Werken voor koren
- 1977 Tau Beta Sigma National Hymn, voor gemengd koor - tekst: Carla G. Geiger

## Publicaties
- Corwin H. Taylor: Prevailing Practices in the Supervision of Instrumental Music in: Journal of Research in Music Education, Vol. 10, No. 1 (Spring, 1962), pp. 30–38
- Corwin H. Taylor: Opinions of Music Teachers regarding Professional Preparation in Music Education, in: Journal of Research in Music Education, Vol. 18, No. 4 (Winter, 1970), pp. 330–339
- Corwin H. Taylor: A history of the Maryland Music Educators Association, 1941-1977, University of Maryland Press, 1978, 55 p.